# الهندوان الأعلى (أرحب)

تعديل مصدري - تعديل

الهندوان الأعلى هي إحدى قرى عزلة الزبيرات بمديرية أرحب التابعة لمحافظة صنعاء، بلغ تعداد سكانها 175 نسمة حسب تعداد اليمن لعام 2004.